# Euterpe (planetoïde)
(27) Euterpe is een relatief grote planetoïde in de planetoïdengordel tussen de planeten Mars en Jupiter. Euterpe heeft een onregelmatige vorm met een diameter tussen de 75 en 124 km. Ze draait in 3,6 jaar rond de zon, in een ellipsvormige baan. Tijdens haar omloop varieert de afstand tot de zon tussen de 1,945 en 2,751 astronomische eenheden. Vanaf de aarde gezien kan Euterpe een schijnbare helderheid van +8,30 bereiken tijdens gunstige opposities. Ze is dan met een eenvoudige amateurtelescoop te zien.

## Ontdekking en naam
Euterpe werd ontdekt door de Engelse sterrenkundige John Russell Hind op 8 november 1853. Hind had eerder al acht andere planetoïden ontdekt en zou er in totaal tien ontdekken (de laatste, (30) Urania, volgde een jaar na de ontdekking van Euterpe).
Euterpe is genoemd naar Euterpe, in de Griekse mythologie de muze van het fluitspel en lyrisch poëzie.

## Eigenschappen
Euterpe is een S-type planetoïde, een planetoïde met een relatief helder oppervlak dat bestaat uit silicaten (met name olivijn en pyroxeen) en metalen als nikkelijzer. Ze draait in 10,41 uur om haar eigen as.